# 大狐猴科
大狐猴科（学名Indriidae），哺乳綱靈長目的一科，主要包括中到大型的狐猴，产于马达加斯加岛。共有10个现存物种。
所有大狐猴科的动物都栖息在树上，偶尔也到地面上活动。它们以树叶为食。一般为群居，种群的数量为2到15只不等。
孕期通常为四到五个月，每胎产一仔。断奶期为五到六个月，之后幼猴还会与父母生活一段时间。

## 分类
- 大狐猴屬 Indri
- 毛狐猴屬 Avahi
- 冕狐猴屬 Propithecus